# Kyros II
Kyros II, kallad den store (fornpersiska: Τ΢ν΢ρ, Kūruš, modern persiska: کورش بزرگ, Kourosh-e Bozorg, latiniserat Cyrus), född oklart årtal kring 580 f.Kr i Anshan, i dagens södra Iran, död i juli 530 f.Kr. i Sogdien, var den förste av de persiska storkungarna och grundare av Persiska riket under akemeniderdynastin. Som ledare för perserna i Anshan besegrade han mederna och enade de två skilda iranska folkgrupperna och härskade mellan åren 559 och 530 över det största imperium som världen dittills veterligt hade skådat. Riket sträckte sig från Hellesponten i väster till floden Indus i öster, och utvidgades ytterligare under hans efterträdare.
Under sin tjugonioåriga regeringstid stred Kyros mot några av sin tids största stater, däribland Mediska riket, Lydiska riket och Nybabyloniska riket. Kyros kom aldrig in i Egypten, eftersom han själv dog i strid mot massageter längs Syr Darja i augusti 530 f.Kr. Han efterträddes av sin son, Kambyses II, som lyckades erövra Egypten, Cypern och den grekiska kolonin Kyrene under sin korta regeringstid.
Kyros är den första persiska kung vars namn fick tillägget "den store", en titelstil som antogs av hans akemenidiska efterträdare som Dareios I, Xerxes I med flera. Han införde lag och ordning i hela sitt rike och respekterade samtliga religioner. Bortom sitt land lämnade Kyros efter sig ett bestående inflytande på religion, politik och militär strategi i både öst och i väst. Kyros den stores styrelse har varit förebild för många regenter och politiker, däribland Julius Caesar och drottning Kristina.

## Bakgrund

### Etymologi

Kyros den stores fana.

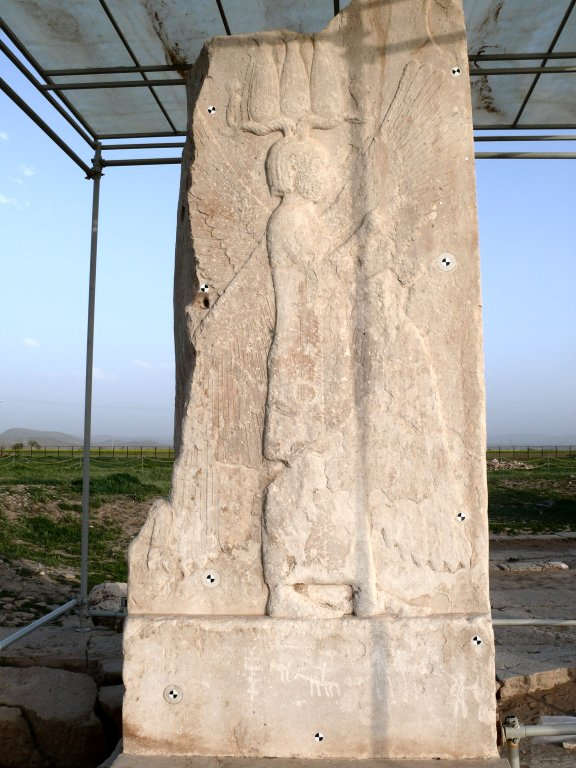
Relief i Pasargadae som visar en bevingad Kyros, avbildad med fyra assyriska vingar, en egyptisk krona och persisk klädnad.

De antika historikerna Ktesias och Plutarkos ansåg att Kyros fått sitt namn från Kyros vilket betyder "solen". Namnet tolkades så att de betydde "lik solen", genom att man noterar dess likhet med det persiska ordet för sol, khorsheed, med suffixet -vash för likhet. Några moderna historiker, som Karl Hoffmann och Rüdiger Schmitt vid Encyclopædia Iranica, har dock föreslagit översättningen "övervinnare i verbal tävling."
På modern persiska kallas perserkungen Kourosh-e Bozorg — det fornpersiska namnet för Kyros den store är Kūrūsh Vazraka. I Bibeln kallas han bara Koresh (hebreiska: כורש).

### Dynastisk historia
Kyros den store var en akemenidisk perser, son till den lokale persiske kungen Kambyses I och den mediska prinsessan Mandane (persiska: Māndānā), som var dotter till Astyages, den siste mediske kejsaren. Innan han enade perserna och mederna i ett enda rike var han härskare över Anshan, som då var ett vasallrike till det mediska riket, i vad som nu är en del av provinsen Fars i södra Iran. I detta område skulle Kyros bygga Pasargadae, hans framtida huvudstad.
Dynastin uppgavs ha grundats av Achaimenes (cirka 700 f.Kr.), som efterträddes av sin son Teispes. Inskrifter tyder på att när den senare dog delade två av hans söner tronen som Kyros I av Anshan och Ariaramnes av Persien. De efterträddes av sina respektive söner Kambyses I av Anshan och Arsames av Persien. Det har dock ifrågasatts om dessa inskrifter är autentiska, vilket gör Kyros företrädares historia mer otydlig.
Kambyses anses av Herodotos vara av fin familj men inte kung, och nämner också hans giftermål med prinsessan Māndānā, som var dotter till prinsessan Aryenis av Lydien (eller av en annan hustru enligt Christian Settipani) och Astyages, medernas kung. De fick endast en son tillsammans, Kyros II, som Kambyses uppkallade efter barnets farfar.
Enligt Ktesias gifte sig Kyros den store med en dotter till Astyages vid namn Amytis, vilket verkar osannolikt, eftersom hans fru då också skulle vara hans moster. En möjlig förklaring är att Astyages gifte sig igen och hans andra fru födde denna dotter. Kyros första fru, Kassandane, är lika mystisk. Enligt Herodotos och Behistuninskriften hade hon minst två söner med Kyros, Kambyses II och Smerdis. Båda sönerna härskade senare var och en över Persien under en kort tidsperiod. Kyros hade också flera döttrar, av vilka två, Artystone och Atossa, skulle gifta sig med Dareios den store. Det senare är betydelsefullt, eftersom hon födde Xerxes I, Dareios efterträdare.

### Uppväxt

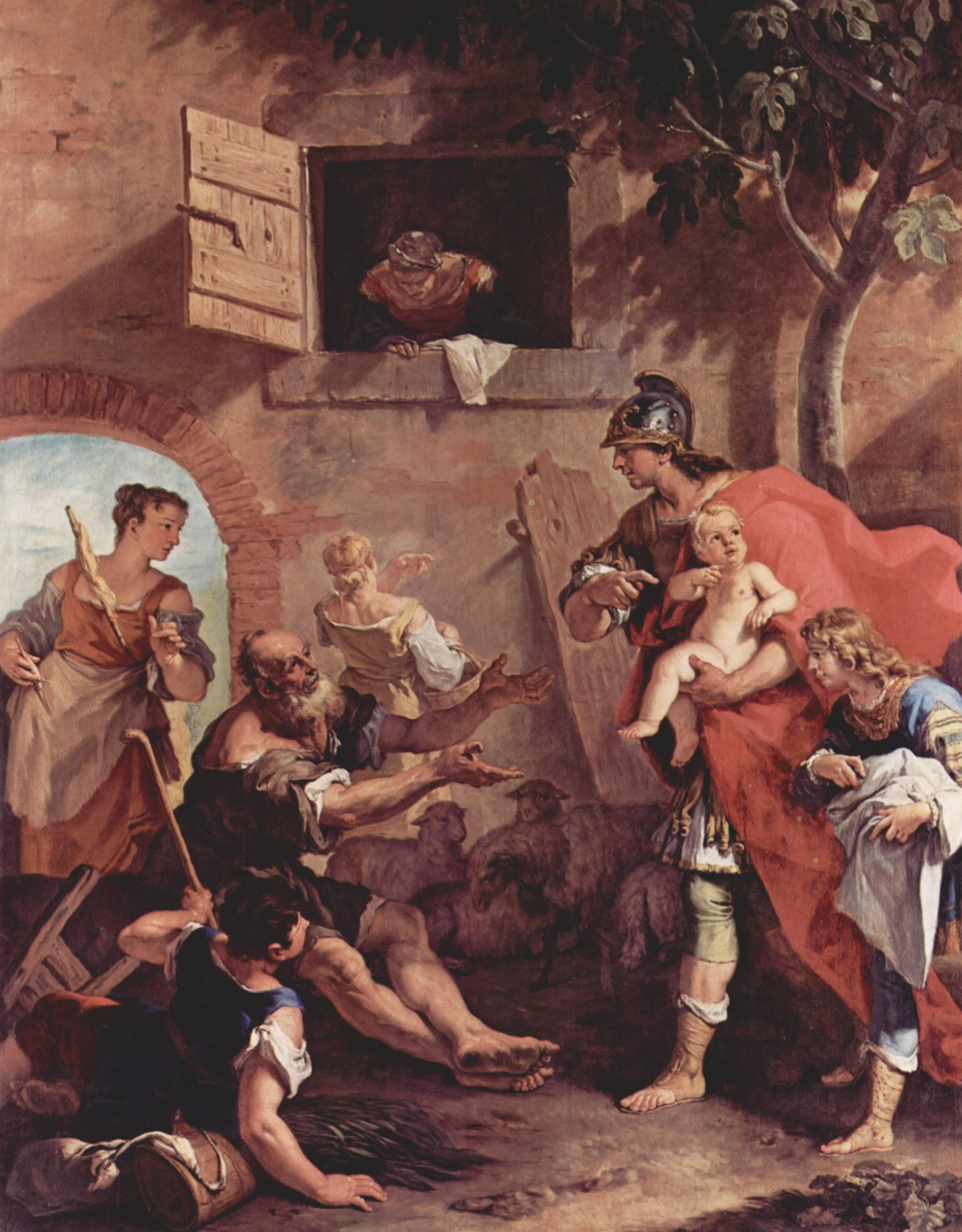
Kyros barndom av Sebastiano Ricci (1706-1708).

Kyros föddes antingen 590 eller 576 f.Kr.
Mycket lite är känt om hans barndom och ungdomsår, eftersom de källor som berättar om den delen av hans liv är få, och har skadats eller gått förlorade. Herodotos berättelse om Kyros uppväxt tillhör en genre av legender där övergivna barn av ädel börd, såsom Oidipus och Romulus och Remus, återvänder för att hävda sin kungliga ställning. Kyros överherre var hans egen morfar, Astyages, härskare över det mäktiga mediska riket. Enligt legenden var han ett övergivet barnbarn till kung Astyages av Medien. Hans far var kung Kambyses (Kambyses I) av Anshan och hans mor var Mandane, kung Astyages dotter. Att Kyros skulle vara son till Mandane kan tänkas vara en efterkonstruktion för att rättfärdiga hans anspråk på den mediska tronen. 
Kung Astyages hade en dröm som hans mager tolkade till att hans dotterson skulle göra statskupp och döda honom. Han gav därför order till sin marskalk Harpagos att låta döda barnet. Harpagos var oförmögen att döda ett spädbarn och tillkallade sig därför en herde som fick till uppgift att göra sig av med barnet. Herden tog dock barnet som sitt eget och uppfostrade honom.
När unge Kyros kom upp i tioårsåldern blev det, enligt Herodotos, uppenbart att han inte var son till en herde, då hans uppförande och beteende var alldeles för ädelt. Kung Astyages hörde talas om den unge gossen och bjöd in honom till palatset. När kungen talade med Kyros kunde han inte låta bli att notera att de var väldigt lika.
Efter detta kallade kung Astyages till sig sin marskalk Harpagos och frågade ut honom vad han gjort med gossebarnet tio år tidigare. Sedan Harpagus erkänt att han inte dödat barnet tvingade kung Astyages Harpagos att äta sin egen son. Astyages var mindre sträng mot Kyros och tillät honom att återvända till sina biologiska föräldrar, Kambyses och Mandane.
Herodotos beskrivning kan vara en legend, men den ger insikter om de personer som omgav Kyros den stores uppväxt.

## Tillträde till makten och fälttåg

### Mederriket

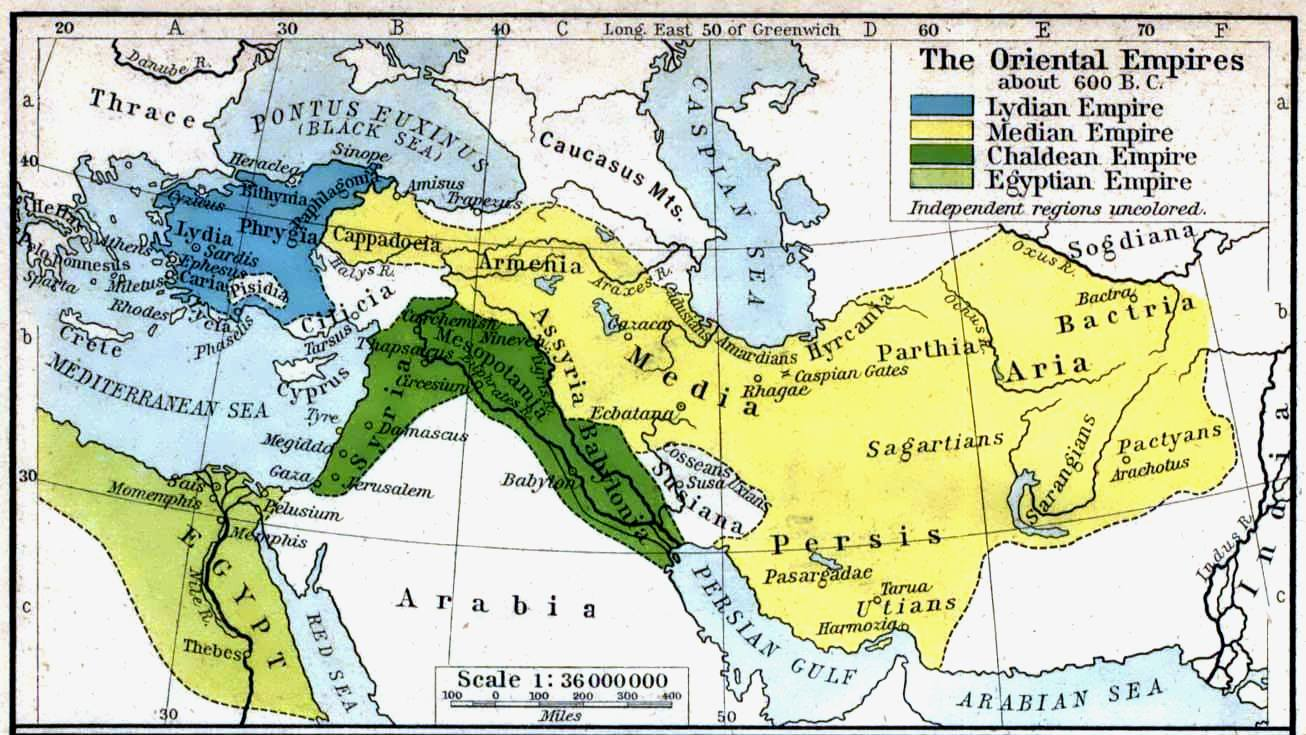
Mediska riket, Lydiska riket och Nybabyloniska riket före Kyros den stores erövringar.

Efter hans fars död 559 f.Kr. blev Kyros kung av Anshan. Kyros var dock ännu inte en oberoende härskare. Liksom hans företrädare var Kyros tvungen att erkänna mediskt överherravälde. Under Astyages regeringstid kan det mediska riket ha härskat över större delen av Mellanöstern, från den lydiska gränsen i väster till partherna och perserna i öster. I Herodotos version övertygade Harpagos, som var ute efter hämnd, Kyros att samla det persiska folket till uppror mot deras feodalherrar mederna. Det är dock troligt att både Harpagos och Kyros gjorde uppror på grund av deras missnöje med Astyages politik. Från början av upproret år 554 f.Kr., med hjälp av Harpagos, ledde Kyros sina arméer mot mederna tills de intog Ekbatana (numera Hamadan i Iran) 549 f.Kr., och i praktiken erövrade det mediska riket.
Kyros tycks ha tagit emot Mediens krona, men vid 546 f.Kr. antog han officiellt titeln Kung av Persien istället. Arsames, som hade varit härskare över Persien under mederna, fick därför ge upp sin tron. Hans son, Hystaspes, som också var Kyros syssling, utsågs sedan till satrap av Parthien och Frygien. Kyros erövring av Medien var bara början av hans krigföring. Astyages hade varit allierad med sin svåger Kroisos av Lydien (son till Alyattes II), Nabonidus av Babylon och Amasis II av Egypten, som sägs ha planerat att sluta sig samman mot Kyros och Perserriket.

### Lydiska riket och Mindre Asien
De exakta datumen för den lydiska erövringen är okända, men den måste ha skett mellan Kyros störtande av det mediska riket (550 f.Kr.) och hans erövring av Babylon (539 f.Kr.). Det var vanligare förr att ange 547 f.Kr. som året för erövringen på grund av några tolkningar av Naboniduskrönikan, men denna uppfattning är numera inte så vanlig. Lydierna anföll först akemeniderrikets stad Pteria i Kappadokien. Kroisos belägrade staden och tillfångatog dess invånare som slavar. Under tiden inbjöd perserna invånarna i Jonien, som var en del av det lydiska riket, att göra uppror mot sin härskare. Erbjudandet avböjdes och Kyros samlade en armé och tågade mot lydierna. Han förstärkte sin armé med fler soldater i de länder han passerade på vägen. Slaget vid Pteria blev i praktiken ett dödläge, där båda sidor led stora förluster vid skymningen. Kroisos retirerade till sin huvudstad Sardes morgonen därpå.

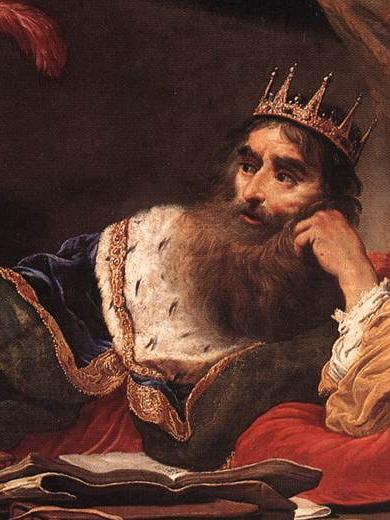
Kroisos var den förste av Astyages allierade som anföll Persien, men blev slutligen besegrad av Kyros.

När han var i Sardes skickade Kroisos begäran till sina allierade om att skicka hjälp till Lydien. Nära slutet av vintern, innan dessa kunde samlas, förde Kyros in kriget på lydiskt territorium och belägrade Kroisos i Sardes. Kroisos tvingades därmed till ytterligare ett slag innan förstärkningarna anlänt. Herodotos berättar att kort före det slutliga slaget vid Thymbra mellan de två härskarna rådde Harpagos Kyros att ställa sina dromedarer framför sina krigare. De lydiska hästarna var inte vana vid dromedarernas lukt och förväntades bli mycket rädda. Strategin fungerade och det lydiska kavalleriet slogs ned i grunden. Kyros besegrade och tillfångatog Kroisos. Kyros ockuperade huvudstaden Sardes och erövrade det lydiska riket 546 f.Kr. Enligt Herodotos skonade Kyros Kroisos liv och behöll honom som rådgivare, men denna berättelse strider mot några översättningar av den samtida Naboniduskrönikan, som anger att den lydiske kungen blev dödad.
Innan han återvände till huvudstaden anförtrodde Kyros åt en lydier vid namn Paktyes att skicka Kroisos skatter till Persien. Kort efter att Kyros hade åkt anlitade Paktyes dock legosoldater och inledde ett uppror mot den persiske satrapen i Lydien, Tabalus. Kroisos rekommenderade Kyros att vända det lydiska folkets sinnen till lyx och Kyros skickade Mazares, en av sina befälhavare, för att slå ned upproret, men krävde Paktyas skulle återföras levande. När Mazares hade anlänt flydde Paktyas till Jonien, där han hade hyrt legosoldater. Mazares ledde sina trupper till det grekiska området och intog städerna Magnesia och Priene, där Paktyas tillfångatogs och skickades tillbaka till Persien för att bli straffad.
Mazares fortsatte erövringen av Mindre Asien, men dog av okänd anledning under sitt fälttåg i Jonien. Kyros skickade Harpagos för att fullborda Mazares erövring av Mindre Asien. Harpagos intog Lykien, Kilikien och Fenicien med användning av metoden att bygga vallar för att bryta igenom murarna till belägrade städer. Han avslutade sin erövring av området 542 f.Kr. och återvände till Persien.

### Nybabyloniska riket
Under 539 f.Kr. intog Kyros Elam med dess rika huvudstad, Susa, och mot slutet av september gav han sin general Gubaru order om att avancera mot staden Opis (sannolikt beläget cirka 100 km norr om Bagdad i nuvarande Irak) vid floden Tigris, och besegrade babylonierna efter mindre motstånd. När Opis var underkuvat tog perserna kontroll över Babyloniens vidsträckta kanalsystem som bevattnade landet. Just erövringen av Opis var nyckeln till den lyckosamma erövringen av Babylonien. Dels var Babylonien beroende av konstbevattningen som kanalerna försörjde. Dels ledde perserna bort vattnet från Babylon, som kringflöts av Tigris och kanaler, så att de kunde vada fram till staden och därmed kringgå försvaret.

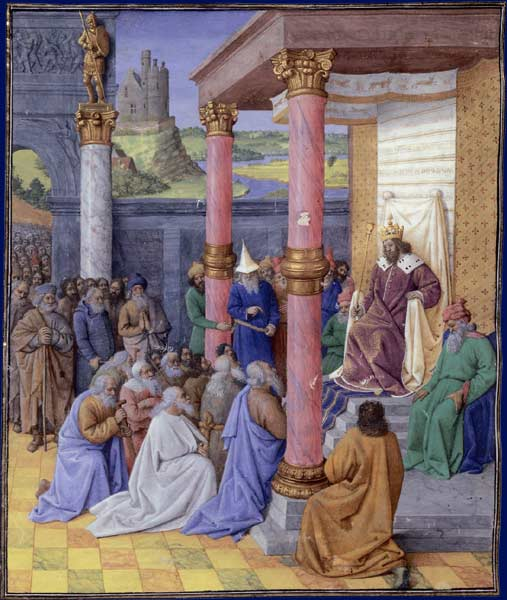
Kyros den store tillät hebréerna att återvända från den babyloniska fångenskapen och återuppbygga Jerusalem, vilket har givit honom en hedersplats inom judendomen.

Den 10 oktober intogs staden Sippar (nuvarande Abu Habbah sydväst om dagens Bagdad i Irak) utan strid, med ringa eller inget motstånd från befolkningen. Det är troligt att Kyros förde förhandlingar med de babyloniska generalerna för att uppnå en kompromiss från deras sida och därmed undvika en väpnad konfrontation. Nabonidus stannade i staden vid denna tid och flydde snart till huvudstaden Babylon.
Två dagar senare, den 12 oktober (enligt julianska kalendern, 7 oktober enligt gregorianska kalendern), gick Gubarus styrkor in i Babylon, åter utan motstånd från de babyloniska arméerna. Herodotos förklarar att för att åstadkomma detta avledde perserna floden Eufrat till en kanal så att vattennivån sjönk "till höjden av mitten av en mans lår," vilket tillät invasionsstyrkorna att tåga rakt igenom flodbädden för att gå in på natten. Den 29 oktober gick Kyros själv in i staden Babylon och grep Nabonidus. Han antog sedan titlarna "kung av Babylon, kung av Sumer och Akkad, kung av världens fyra sidor."
Före Kyros invasion av Babylon hade Nybabyloniska riket erövrat många länder. Förutom själva Babylonien införlivade Kyros dess underordnade enheter i sitt rike, däribland Syrien och Palestina. Innan han lämnade Babylon befriade Kyros också israeliterna genom att låta dem återvända till sitt hemland. Därmed avslutade han i praktiken den babyloniska fångenskapen. När exilisraeliterna återvände ökades den judiska befolkningen i deras hemland, vilken hade minskat sedan början av det babyloniska herraväldet.
Enligt Dareios den stores Behistuninskrift måste Kyros områden ha utgjort det största imperium världen någonsin hade sett. Vid slutet av Kyros regeringstid sträckte sig Akemeniderriket från Mindre Asien och Juda rike i väster till floden Indus i öster. Han kontrollerade handelsvägarna mellan Grekland och Fjärran östern.

## Död
Omständigheterna kring Kyros död är inte helt klarlagda. Ktesias berättar enbart att Kyros dog medan han krigade mot stammar nordöst om Tigris källor. Enligt Herodotos berättelse dog Kyros i ett våldsamt slag norr om floden Jaxartes (nuvarande Syr Darja i Kazakstan) mot massageterna, en stam från de sydliga öknarna i Khwarezm och Kyzyl Kum på den sydligaste delen av stäppregionen, efter att ha lyssnat till sin rådgivare Kroisos som rådde honom att möta stammarna på deras eget område istället för på persiskt område. Massageterna var besläktade med skyterna i klädsel och levnadssätt. De stred både till häst och till fots.
Massageternas drottning, Tomyris, som hade tagit kontroll efter att Kyros hade besegrat hennes son Spargapises, ledde anfallet. De persiska styrkorna led stora förluster, däribland Kyros själv. Efter slaget befallde Tomyris att Kyros kropp skulle letas upp, och doppade hans huvud i blod (eller befallde att hans huvud skulle läggas i en vinsäck fyllt med mänskligt blod) för att hämnas hennes sons död för hans händer. Förstärkningar från den persiska armén anlände senare och vann i ett förnyat slag, där de lyckades återta Kyros kropp.

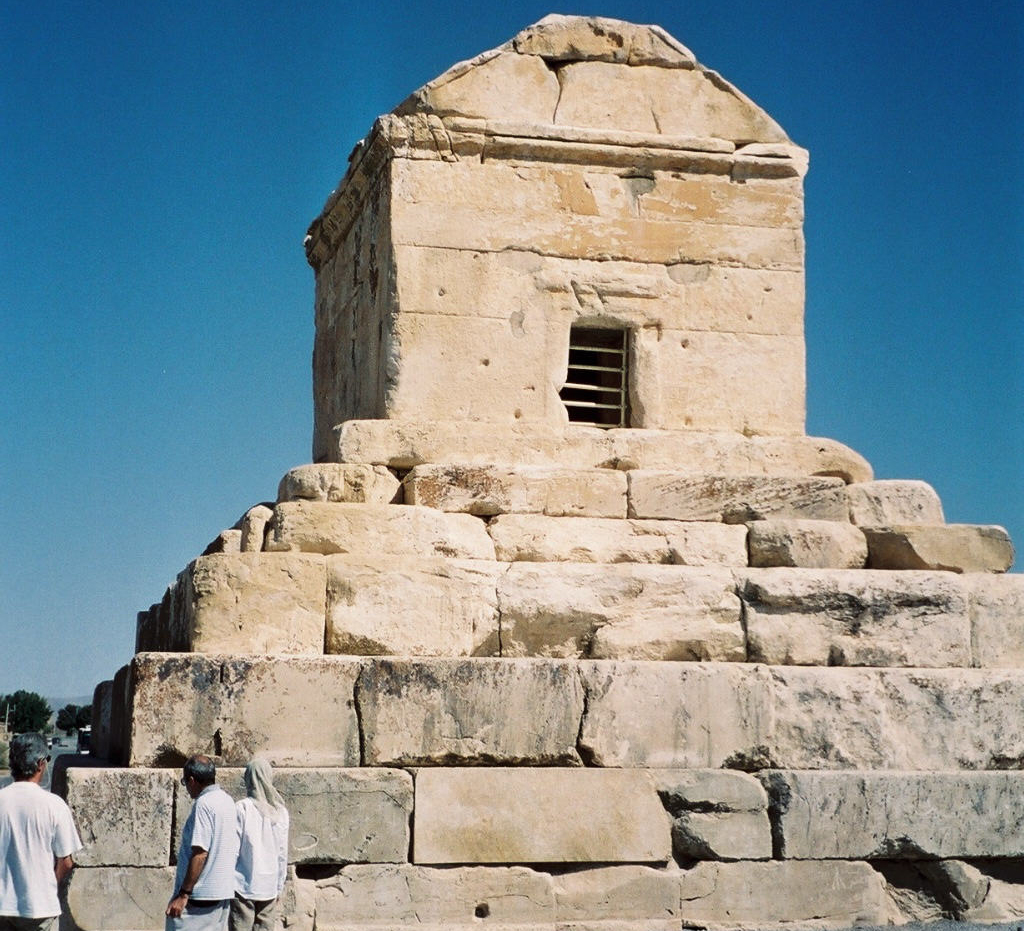
Kyros grav ligger i ruinerna av Pasargadae, som nu räknas som ett världsarv av Unesco (2006).

En alternativ redogörelse från Xenofon säger att Kyros dog fredligt på en okänd plats inom Akemeniderriket. Efter vad man kan sluta sig till av belägg från Kyros son Kambyses II:s regeringstid kan man notera att ingen annan expedition, med benägenhet för hämnd, inleddes mot massageterna. Istället fokuserade Kambyses fälttåg på den egyptiska dynastin. 
Kyros begravdes i Pasargadae, där hans grav anses finnas kvar idag. Både Strabon och Arrianus ger beskrivningar av hans grav, baserade på ögonvittnesskildringar från tiden för Alexander den stores invasion. Fastän själva staden nu är i ruiner har Kyros den stores gravplats bevarats till stor del intakt, och har delvis restaurerats för att motverka dess naturliga förfall genom årens lopp.
Kilskriftsbelägg från Babylon (brev daterade efter regeringsår) bevisar att Kyros dog i augusti 530 f.Kr., och att hans son Kambyses II hade blivit kung. Hans yngre son, Smerdis, dog innan Kambyses gav sig av för att invadera östfronten. Enligt Herodotos berättelse dödade Kambyses sin bror för att undvika ett uppror under sin frånvaro. Kambyses fortsatte sin fars expansionspolitik och lyckades erövra Egypten, men dog efter att ha regerat i endast sju år. En bedragare vid namn Gaumata, som sade sig vara Smerdis, blev ensam härskare över Persien i sju månader, innan han dödades av Dareios den store, barnbarn till Arsames som härskade i Persien innan Kyros kom till makten.

## Eftermäle
| ” | Kyros utmärkte sig lika mycket i egenskap av statsman som i egenskap av soldat. Statsmannaskapet berodde särskilt på hur han behandlade folk som nyligen erövrats. Genom att bedriva en generositetspolitik istället för en förtryckarpolitik, och genom att gynna lokala religioner, lyckades han göra sina nya undersåtar till entusiastiska anhängare. Ett bra exempel på denna policy är hans behandling av judarna i Babylon... I gamla testamentet beskrivs Kyros som judarnas beskyddare och befriare... Hans namn förekommer 23 gånger och alluderas till många fler gånger... | „ |

Delvis på grund av den politiska infrastruktur som han skapade varade Akemeniderriket länge efter hans död. Persisk litteratur, filosofi, statskonst och Religion i Persien fortsatte prägla världen under de kommande årtusendena. Trots arabernas invasion på 600-talet e.Kr. varefter Persien underställdes det Umayyadiska kalifatet och därefter Abbasidkalifatet, var landet inflytelserikt i Mellanöstern. På 900-talet upplevde den persiska kulturen en renässans i provinsen Khorasan. Flera senare dynastier såsom seleukider, sassanider, samanider samt Pahlavidynastin i modern tid har gjort anspråk på att upprätthålla arvet efter Kyros. När shahen Mohammad Reza Pahlavi talade i samband med 2500-årsjubileet av den iranska monarkin 1971 knöt han an till de akemenidiska kungarna och särskilt Kyros.

### Religion
Det enda kända exemplet på Kyros religionspolitik är hans behandling av judarna i Babylon. Bibeln berättar att en rest av den judiska befolkningen återvände till landet Israel från Babylon, efter ett edikt från Kyros om att återuppbygga templet. Detta edikt är reproducerat i sin fullständighet i Esras bok.
| ”            | Under den persiske kungen Kyros första regeringsår ingav Herren - för att Herrens ord genom Jeremia skulle uppfyllas - Kyros tanken att sända ut en förordning, och han tillkännagav i hela sitt rike, både muntligt och skriftligt: "Så säger Kyros, konung av Persien: Alla jordens riken har Herren, himlens Gud, givit mig, och han har ålagt mig att bygga ett hus åt honom i Jerusalem i Juda. De av er som tillhör hans folk - må er Gud vara med er - skall bege sig till Jerusalem i Juda och bygga ett hus åt Herren, Israels Gud. Han är den Gud som bor i Jerusalem. Alla som finns kvar av hans folk skall få hjälp av invånarna på de platser där de bor. De skall få silver och guld, gods och boskap och därtill frivilliga gåvor till Guds hus i Jerusalem. Överhuvudena för Judas och Benjamins familjer, liksom prästerna och leviterna, alla som fått Guds ingivelse, gjorde sig nu redo att ge sig i väg för att bygga Herrens hus i Jerusalem. Och alla deras grannar bistod dem med föremål av silver, med guld, med gods och boskap och dyrbarheter, förutom de frivilliga gåvorna. Kung Kyros lät också hämta de kärl från Herrens hus som Nebukadnessar hade fört bort från Jerusalem och ställt i sin guds hus. Kyros, kungen av Persien, lät skattmästaren Mitredat ta hand om kärlen och redovisa dem för Sheshbassar, fursten av Juda. | „ |
| – Esra 1:1-8 | |   |

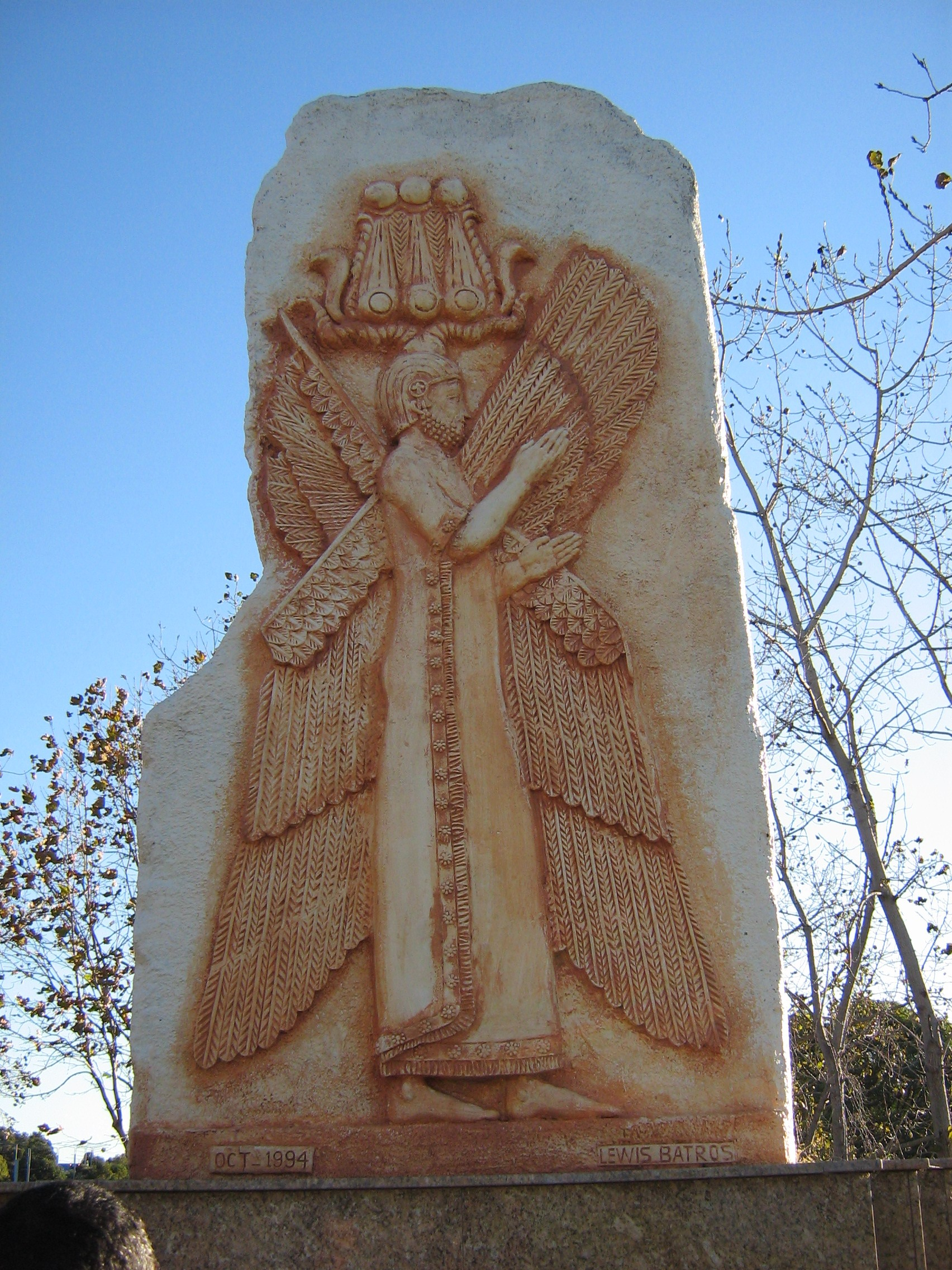
En fyra meter hög staty av Kyros restes i Sydney 1994. Idag står den i Sydney Olympic Park.

Som en följd av Kyros politik hedrade judarna honom som en värdig och rättrådig kung. Han är den ende icke-jude som beskrivs som en messias, en gudomligt tillsatt kung, i Tanakh (Jesaja 45:1-6). Emellertid förekom vid den tiden även kritik mot Kyros efter att han blev förledd av kutiterna som ville stoppa bygget av det andra templet. De anklagade judarna för att planera ett uppror varefter Kyros tillfälligt stoppade byggandet av templet. Men dekretet fanns kvar och templet stod fullbordat år 516 f.Kr. under Dareios den stores regeringstid.
| ”            | Så säger Herren till sin smorde, till Kyros, vars högra hand han har fattat för att lägga folken under honom och beröva kungarna deras svärd, för att dörrarna skall öppnas för honom och inga portar förbli stängda: Jag går framför dig och jämnar ut bergen, kopparportarna krossar jag, järnbommarna slår jag sönder. | „ |
| – Jes 45:1-2 | |   |

Vissa muslimska lärde har föreslagit att personen Dhul-Qarnayn i Koranen är Kyros den store. Denna teori framfördes av den sunnitiske lärde Abul Kalam Azad och fick stöd av de shiitiska lärde Allameh Tabatabaei, i hans Tafsir al-Mizan, och Makarem Shirazi. Det har ifrågasatts av andra, som iranisten och arkeologen Alireza Shapour Shahbazi.

### Politik och filosofi
Under sin regeringstid behöll Kyros kontrollen över ett vidsträckt område av erövrade riken, vilket delvis åstadkommits genom att behålla och utvidga mediska satrapier. Organiseringen av nyerövrade territorier till provinser styrda av lydkungar kallade satraper fortsattes av Kyros efterföljare Dareios den store. Kyros imperium krävde endast tribut och utskrivna soldater från många delar av riket.
Kyros erövringar inledde en ny era i imperiebyggandets tidsålder, där en vidsträckt överstat som bestod av många länder, folk, religioner och språk styrdes av en enda administration ledd av en central regering. Detta system varade i århundraden och behölls både av den invaderande seleukiderdynastin under deras kontroll över Persien och senare persiska dynastier, däribland partherna och sassaniderna.
År 1992 rangordnades Kyros som nummer 87 på Michael H. Harts lista över de 100 mest inflytelserika personerna i historien. Den 10 december 2003 nämnde Shirin Ebadi Kyros och hans plats i de mänskliga rättigheternas historia i sitt tal när hon mottog Nobels fredspris.

#### Kyros cylinder

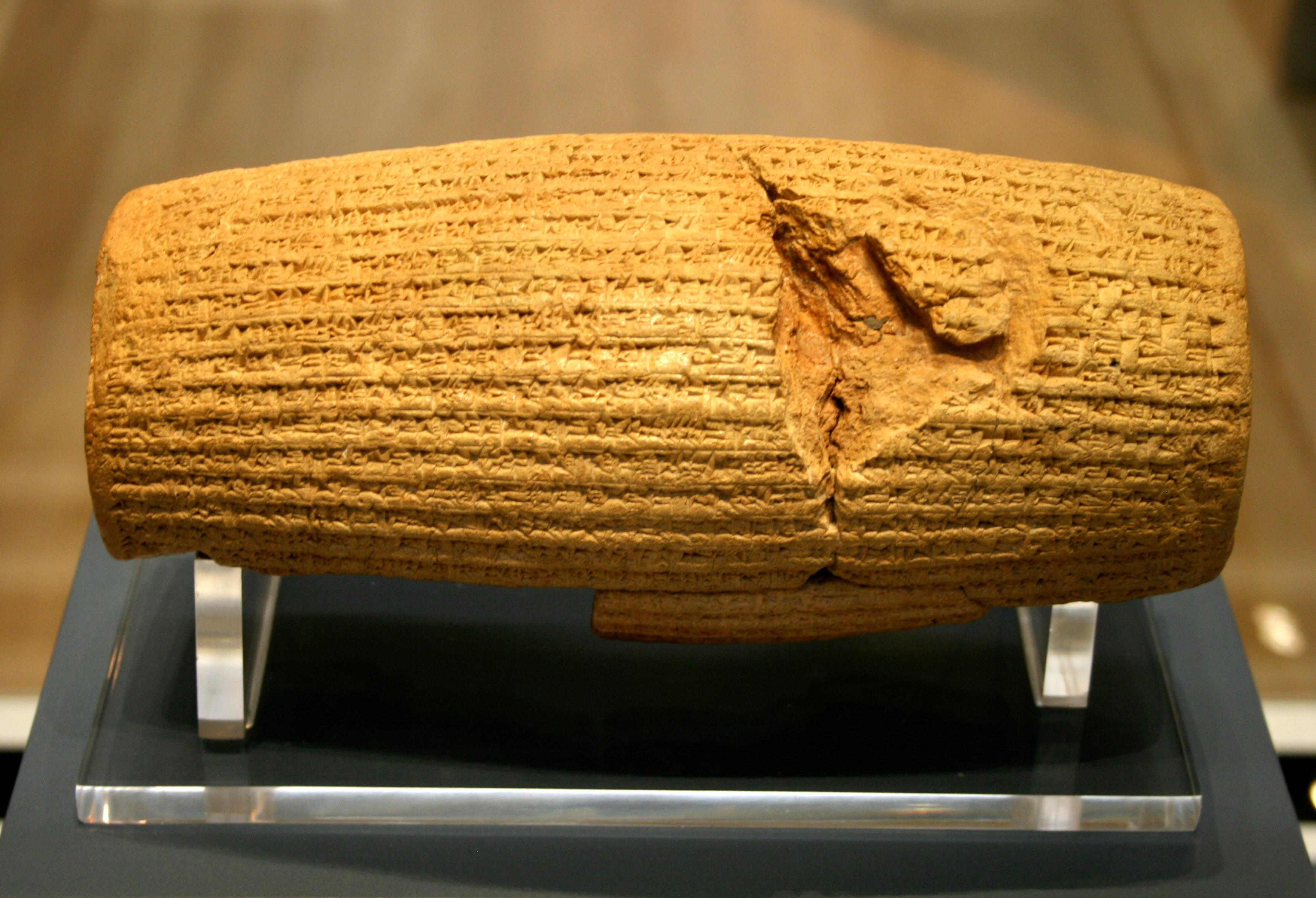
Kyros cylinder påskrevs med babylonisk kilskrift på Kyros befallning efter hans erövring av Babylon.

Kyros cylinder, även kallad Kyroskrönikan, har ansetts som världens första kända urkund om mänskliga rättigheter, eftersom delar av texten har tolkats som uttryck för Kyros respekt för mänskligheten. Den företräder en form av religiös tolerans och religionsfrihet, och avskaffande av slaveri. Han tillät sina undersåtar att fortsätta att dyrka sina egna gudar, trots hans egna religiösa trosuppfattningar. År 1971 publicerade FN en översättning av dokumentet till alla FN:s officiella språk.
Vissa forskare har dock förkastat detta synsätt och hävdat att begreppet mänskliga rättigheter är främmande för den historiska kontexten. British Museum beskriver cylindern som ett "instrument för forntida mesopotamisk propaganda" som "reflekterar en lång tradition i Mesopotamien där kungar redan 3000 f.Kr. påbörjade sina regeringstider med att tillkännage reformer". Flera moderna forskare, såsom Ashk Dahlén, anser dock att innehållet i rättsförklaringen är "ett viktigt vittnesbörd om en humanism och filantropi som är relativt unik i antikens värld".

### Kyrosdagen
Under Mohammad Reza Pahlavis regeringstid utnämndes den 29 oktober till Kyrosdagen med anledning av perserkungens erövring av Babylonien. Dagen firas av iranier över hela världen.

### Asteroid
Asteroiden 7209 Cyrus är uppkallad efter honom.